# مند
مند  قرية سوريّة تتبع إداريّاً لمحافظة حلب منطقة عين العرب ناحية صرين، بلغ تعداد سكانها 470 نسمة حسب التعداد السكاني لعام 2004.